# Аеродром Рига
Аеродром Рига (: , : ) је међународни аеродром у Летонији. Удаљен је 10 km југозападно од центра Риге и највећи је аеродром на територији Балтичких држава.
Аеродром опслужује летове до 83 дестинација у преко 30 земаља. Првобитно реновирање аеродрома је завршено 2001. године, што се поклопило са прославом 800. годишњице од оснивања града Риге.
Нови северни терминал отворен је 2006. године, са приступањем Летоније Шенгенском споразуму. Влада Летоније планира да до 2013. године изгради још један терминал и тиме повећа годишњи капацитет на 10 милиона путника. У плану је такође изградња хотела, бизнис парка, новог контролног торња, паркинга, полетно-слетне стазе, брзе трамвај линије до центра Рига и нових чек-ин шалтера.
Аеродром Рига је један од три аеродрома у Летонији. Поред њега, ту су још Аеродром Лиепава и Аеродром Вентспилс. На Аеродрому Рига се налази чвориште летонске националне авио-компаније ерБалтик.
Кроз Аеродром Рига је 2011. прошло рекордних 5,1 милиона путника.

## Авио-компаније и дестинације
Следеће авио-компаније користе Аеродром Рига (од фебруара 2012):
- Аерофлот (Москва-Шереметјево)
- Белавија (Минск)
- Виз ер (Ајндховен, Лондон-Лутон, Осло-Торп)
- ерБалтик (Алесунд, Амстердам, Атина, Баку, Барселона, Бари, Берген, Беч, Билунд, Брисел, Будимпешта, Варшава, Васа, Венеција, Вилњус, Гетеборг-Ландветер, Даблин, Диселдорф, Дубаи, Истанбул-Ататурк, Калињинград, Кишињев, Копенхаген, Каунас, Лиепава, Лондон-Гетвик, Милано-Малпенса, Минск, Минхен, Москва-Шереметјево, Ница, Одеса, Осло, Оулу, Паланга, Париз-Шарл де Гол, Рим-Леонардо да Винчи, Рованиеми, Санкт Петербург, Симферепољ, Ставангер, Стокхолм-Арланда, Талин, Тампере, Ташкент, Тбилиси, Тел Авив, Турку, Умеа, Хамбург, Хелсинки, Цирих)
- Естонијан ер (Талин)
- ЛОТ Полиш ерлајнс (Варшава)
- Луфтханза (Франкфурт)
- Норвиџан ер шатл (Копенхаген, Осло-Гардермоен, Стокхолм-Арланда, Трондхејм)
- Остријан ерлајнс (Инзбрук)
- Рајанер (Баден-Баден-Карлсруе, Брисел, Даблин, Глазгов-Прествик, Диселдорф-Виз, Лидс-Бредфорд, Ливерпул, Лондон-Станстед, Милано-Бергамо, Нотингем-Ист Мидландс, Осло, Рим-Ћампино, Стокхолм-Скавста, Франкфурт-Хан)
- Трансаеро (Москва-Домодедово)
- Теркиш ерлајнс (Анталија, Истанбул-Ататурк)
- Узбекистан ервејз (Њујорк-ЏФК, Ташкент)
- УТер авијација (Москва-Внуково)
- Финер (Хелсинки)
- ЧСА (Праг)
- Туркменистар ерлајнс (Ашхабад, Торонто)

### Чартер авио-компаније
- ерБалтик (Анталија, Родос) [сезонски]
- ЛатЧартер (Хургада, Шарм ел Шеик)

## Галерија
- Терминал аеродрома Рига
- Авион ЕрБалтика на аеродрому у Риги
- ерБалтик Боинг 757-200 полеће са полетно-слетне стазе 36
- Авиони ерБалтика на аеродрому Рига